# Liste der Könige von Kiš
Die Liste der Könige von Kiš, einem Stadtstaat in Sumer, enthält für die Zeit von 2800 v. Chr. bis 2230 v. Chr. Namen und Datierungen der Könige.

## Frühzeitliche Herrscher (Sumerische Königsliste)
- Ĝušur: „1200“ Jahre
- „Kullasinabel“ (vielleicht akkadisch: „Keiner war König“?): „960“ Jahre
- Nanĝišlišma: „1200“ Jahre
- En-Taraḫ-ana: „420“ Jahre / „7 mal 7 Jahre, 3 Monate, 3½ Tage“
- Babum: „300“ Jahre
- Puanum: „840“ Jahre
- Kalibum: „960“ Jahre
- Kalumum: „840“ Jahre
- Zuqaqip: „900“ Jahre
- Atab: „600“ Jahre
- Mašda: „840“ Jahre
- Arwium: „720“ Jahre

## Erste Dynastie bzw. Etana-Dynastie (um 2800 – um 2550 v. Chr.)
- Etana, der Schäfer (um 2800 v. Chr.): „1500“ Jahre
- Baliḫ: „400“ Jahre
- En-me-nuna: „660“ Jahre
- Melem-Kiš („Licht/Glorie von Kiš“): „900“ Jahre
- Barsal-nuna: „1200“ Jahre
- Zamuq: „140“ Jahre
- Tizqar: „305“ Jahre
- Ilku: „900“ Jahre
- Iltasadum (? – ca. 2615 v. Chr.): „1200“ Jahre
- En-me-barage-si (ca. 2615 – ca. 2585 v. Chr.): „900“ Jahre
- Agga (ca. 2585 – um 2550 v. Chr.): „625“ Jahre

## Zweite Dynastie (um 2550 – um 2400 v. Chr.)
- Susuda, der Tuchwäscher: „201“ + ? Jahre
- Dadasig: „81“ Jahre
- Mamagal, der Bootsmann: „6 šu-ši“ Jahre
- Kalbum: „195“ Jahre
- Tuge(?): „360“ Jahre
- Men-nuna: „180“ Jahre
- Ibi-? (um 2450 v. Chr.): „290“(?) Jahre
- Lugal-ĝu: „360“ Jahre

## Mesilim (um 2450 v. Chr.)
- Mesilim (fehlt in der sumerischen Königsliste)

## Dritte Dynastie (um 2400 v. Chr.)
- Kug-Ba'U, die Schankwirtin: „100“ Jahre

## Vierte Dynastie (um 2360 – um 2230 v. Chr.)
- Puzur-Suen (um 2360 v. Chr.): „25“ Jahre
- Ur-Zababa (um 2340 v. Chr., akkadischer Vasall): „6“(?) Jahre
- Zimudar (akkadischer Vasall): „30“ Jahre
- Usi-watar (akkadischer Vasall): „7“ Jahre
- Eštar-muti (akkadischer Vasall): „11“ Jahre
- Išme-Šamaš: „11“ Jahre
- Nannija, der Steinschleifer (um 2230 v. Chr.): „7“ Jahre